# Sie tat ihm unrecht
Sie tat ihm unrecht (Originaltitel: She Done Him Wrong) ist eine US-amerikanische Filmkomödie von Lowell Sherman. Der Film, dessen Drehbuch auf dem Bühnenstück „Diamond Lil“ der Hauptdarstellerin Mae West basiert, wurde 1932 gedreht. Die Premiere des Films fand am 27. Januar 1933 statt. In Deutschland wurde der Film erstmals als Fernsehpremiere am 17. März 1969 im WDR ausgestrahlt.

## Handlung
Gus Jordan will im Jahr 1892 Sheriff von New York werden. Er ist Besitzer einer Bar und der Liebhaber der Sängerin Lady Lou. Trotz seiner Absichten, Sheriff zu werden, hält er einen Falschgeldring aufrecht. Sein Rivale Dan Flynn will ihn bloßstellen, um die Wahl selbst zu gewinnen. Als die Herumtreiberin Sally in Jordans Bar Selbstmord begehen will, kommt ihr Lou zu Hilfe. Jordan schickt Sally mit dem Pärchen Serge Stanieff und Russian Rita zum Taschendiebstahl aus.
Lou besucht ihren Ex-Freund Chick Clark im Gefängnis. Clark hat für Flynn Diamanten gestohlen, die dieser Lou schenken wollte, wurde aber dabei erwischt. Lou mag Captain Cummings, einen Offizier der nebenan liegenden Heilsarmee, und hilft diesem, seine Hypothek zu tilgen. Sie trifft auf Flynn, der ihr von einem neuen Polizisten erzählt. Er wird „Falke“ genannt und ist Jordan auf der Spur. Cummings erkundigt sich nach Sallys Lebensumständen, doch Lou beteuert, dass Sally nichts von Jordans Geschäften weiß.
Clark bricht aus dem Gefängnis aus. Er fleht Lou an, mit ihm wegzugehen. Zur gleichen Zeit suchen Serge und Rita Lou auf. Serge gesteht Lou seine Liebe und überreicht ihr eine Diamantenbrosche, die eigentlich für Rita gedacht war. Die eifersüchtige Rita greift Lou mit einem Dolch an, wird von dieser aber in Notwehr getötet. Den Handlanger Spider beauftragt sie, die Leiche zu beseitigen. Am Abend tritt Lou auf und gibt Flynn ein Zeichen, sie nach der Vorstellung in der Garderobe aufzusuchen. Clark hat sich allerdings schon in der Garderobe versteckt und erschießt Flynn, gerade als Cummings, der sich als „Falke“ zu erkennen gibt, die Bar betritt, um Serge, Jordan, Spider und Clark festzunehmen. Cummings führt Lou hinaus. Doch statt in den Polizeiwagen zu steigen, führt er sie zu einer Kutsche. Dort nimmt er ihr ihre Ringe ab und gibt ihr einen von seinen mit den Worten: „Ich werde für lange, lange Zeit dein Wächter sein.“

## Kritiken
Das Lexikon des internationalen Films hebt besonders den „hervorragend spielenden damaligen Sexstar“ Mae West hervor.
Variety bezeichnet den Film als „atmosphärisch interessant“, Regisseur Sherman erbrachte eine „lobenswerte Arbeit“. Der Time Out Filmguide befindet ihn als „fantastischen Stoff“, wobei Mae West „eine ihre besten Rollen spielt“. Ken Hanke vom „Mountain Xpress“ hält Mae Wests Darbietung für ihre „möglicherweise beste überhaupt“. Als der Film 36 Jahre nach seiner Uraufführung wieder im Kino zu sehen war, gelangte der Evangelische Film-Beobachter zu folgender Einschätzung: „Altes und kitschiges, aber köstliches Spektakel, mit einer unnachahmlichen Mae West. Für filmhistorisch Interessierte.“

## Auszeichnungen
1934 wurde der Film für den Oscar in der Kategorie Bester Film nominiert. 1996 wurde er ins National Film Registry des „National Film Preservation Board“ aufgenommen.

## Hintergrund
Das Bühnenstück Diamond Lil wurde erstmals am 9. April 1929 aufgeführt und lief über 176 Vorstellungen. Mae West in ihrer zweiten Filmrolle und Rafaela Ottiano spielten ihre Bühnenrollen. Drei Mal zwischen 1949 und 1951 wurde das Bühnenstück wieder aufgeführt, auch hier spielte Mae West ihre Rolle.
Die Verfilmung des Skandalerfolgs mit seinen frivolen Dialogen wurde durch den Production Code erschwert. So wurde aus dem Delikt der Zuhälterei das der Falschmünzerei, das Lied A Guy What Takes His Time musste herausgeschnitten werden, ebenso zahlreiche anstößige Sprüche von Mae West. Doch gerade die heftige Kritik an der Verfilmung erwies sich als Werbeeffekt.
Nicht nur das Bühnenstück war ein Erfolg. Bei einem geschätzten Budget von 200.000 US-Dollar spielte der Film in den USA ca. 2 Millionen US-Dollar ein.
Der Film ist eine der 700 Produktionen der Paramount Pictures, die zwischen 1929 und 1949 gedreht wurden, und deren Fernsehrechte 1958 an Universal Pictures verkauft wurden.
Der Film ist nicht nur der einzige Film mit Mae West, der jemals für einen Oscar nominiert wurde. Er ist der bislang kürzeste Film, der eine Nominierung als bester Film erhielt.
Die beiden Russen Serge und Rita wurden vom Mexikaner Gilbert Roland (geboren als Luis Antonio Dámaso de Alonso) und der Italienerin Raffaela Ottiano gespielt. Noah Beery Sohn Noah Beery junior wurde ebenso wie sein Vater ein bekannter Schauspieler.
Der Film ist die siebte von über 400 Arbeiten der erfolgreichsten Kostümbildnerin aller Zeiten Edith Head. Als Choreograph arbeitete Harold Hecht, der als Produzent 1955 einen Oscar für Marty erhielt. Produktionsassistent war der später als Regisseur einiger Abbott-und-Costello-Komödien bekannte Arthur Lubin.

## Soundtrack
Mae West singt drei Lieder, die von Ralph Rainger komponiert wurden: „She Done Him Wrong“, „I Wonder Where My Easy Rider's Gone“ und „A Guy What Takes His Time“. Zudem singt sie das Folklorestück „Frankie and Johnny“. Ferner werden folgende Stücke gespielt: „The Old Grey Mare“ von Frank Panella, „Daisy Bell“ von Harry Dacre, „Pop Goes the Weasel“ von Charles Sloman und „After the Ball“ von Charles Harris.